# Franz Hölzl (Orgelbauer)
Franz Xaver Hölzl (auch: Hölzel) (* 22. Juni 1825 in Buchholz bei Garsten; † 15. Februar 1874 in Buchholz bei Garsten) war ein österreichischer Orgelbauer.

## Leben
Franz Hölzl erlernte als Sohn von Simon Peter Hölzl († 1868) das Orgelbauerhandwerk und führte dessen Betrieb weiter. Dieser Betrieb war von seinem Großvater Peter Hölzl (1751–1827) gegründet worden.

## Werkliste
| Jahr | Ort                   | Gebäude                      | Bild | Manuale | Register | Bemerkungen                   |
| ---- | --------------------- | ---------------------------- | ---- | ------- | -------- | ----------------------------- |
| 1856 | Neuhaus am Zellerrain | Filialkirche Kreuzauffindung |      | II/P    |          |                               |
| 1858 | St. Gotthard bei Melk | Pfarrkirche St. Gotthard     |      | I/P     | 9        | [ 1 ]                         |
| 1858 | Tauplitz              | Pfarrkirche Tauplitz         |      | I/P     | 7        |                               |
| 1860 | Weistrach             | Pfarrkirche Weistrach        |      | I/P     | 14       | nicht erhalten                |
| 1863 | Garsten               | Stift Garsten                |      | II/P    |          | hintere Gehäuseteile erhalten |